# City of Evil
City of Evil là album phòng thu thứ ba của ban nhạc heavy metal người Mỹ Avenged Sevenfold, được phát hành vào ngày 6 tháng 6 năm 2005 thông qua các hãng đĩa Warner Bros. và Hopeless Records. Với Andrew Murdock là người đồng sản xuất, City of Evil sở hữu âm thanh thiên về heavy metal truyền thống và hard rock hơn hai album trước của Avenged Sevenfold - hai album ấy chủ yếu thể hiện âm thanh của metalcore. Tựa album được lấy từ một câu trong bài hát "Beast and the Harlot". Album gây chú ý bởi thiếu giọng screaming. M. Shadows đã làm việc cùng huấn luyện viên Ron Anderson (từng dạy các khách hàng gồm Axl Rose và Chris Cornell) trong hàng tháng trời trước ngày ra mắt album để đạt được âm thanh "vừa gai góc vừa có âm điệu".
Album sở hữu một số bài hát thuộc hàng nổi tiếng và tên tuổi nhất của Avenged Sevenfold, gồm cả "Bat Country" - có thể xem là bài thành công nhất của họ tính đến nay và là một trong hai đĩa đơn lấy được chứng nhận vàng của RIAA. City of Evil cũng cực kỳ thành công sau ngày phát hành, ra mắt ở vị trí số 30 trên bảng xếp hạng Billboard 200 và giành được chứng nhận bạch kim của RIAA ở Hoa Kỳ và chứng nhận vàng ở cả Canada và Liên hiệp Anh. Nhạc phẩm tiếp tục tiêu thụ hơn 1.500.000 bản ở Hoa Kỳ và 2.500.000 doanh số toàn cầu, trở thành album đắt khách nhất trong các đĩa nhạc của Avenged Sevenfold tính đến năm 2020. "Burn It Down", "Bat Country", "Beast and the Harlot" và "Seize the Day" đều được phát hành cùng video âm nhạc (MV), lần lượt do Marc Klasfeld, Tony Petrossian, và Wayne Isham làm đạo diễn. "Blinded in Chains" được đưa vào trò chơi video Need for Speed: Most Wanted, và là bài quảng bá cho bộ hoạt hình của Canada-Úc mang tên Chiến binh Bakugan trên TV3.
Album xếp thứ 63 trong danh sách "100 album chơi bằng guitar xuất sắc nhất mọi thời đại" của Guitar World. City of Evil cũng xuất hiện trong "666 album bạn phải nghe trước khi chết" và "50 album bạn cần nghe trước khi chết" của Kerrang!. Album còn được liệt thứ 35 ở danh sách "50 album nhạc metal xuất sắc nhất từ trước đến nay" của Kerrang vào năm 2016. Rolling Stone liệt album ở hạng 100 trong danh sách "100 album nhạc metal hay nhất mọi thời đại".

## Hoàn cảnh ra đời
Trước đó, Avenged Sevenfold từng sáng tác và phát hành hai album Sounding the Seventh Trumpet (2001) và Waking the Fallen (2003) lần lượt dưới quyền các hãng thu âm Goodlife Records và Hopeless Records. Dẫu chưa có album nào gây tiếng vang lớn, song album thứ hai đã lấy được chứng nhận bạch kim của RIAA tính đến 2021. Waking the Fallen đã giúp ban nhạc thu hút một số hãng đĩa lớn, và cuối cùng họ ký được với Warner Bros. Records sau khi cân nhắc một số lựa chọn khác.

## Sáng tác và thu âm
Khi bắt đầu sáng tác album, Avenged Sevenfold thay đổi phong cách dựa trên những nghệ sĩ ảnh hưởng đến họ. Album đã gạt bỏ hoàn toàn âm thanh metalcore. "Khi chúng tôi bắt đầu làm đĩa nhạc này, chúng tôi nói: 'Các cậu biết gì không? Chẳng ban nhạc ưa thích nào của chúng ta là cực kỳ extreme cả, họ cứ viết ra những bài hát vừa có giai điệu hay vừa có chất heavy [metal] thôi," ca sĩ M. Shadows chia sẻ trong một buổi phỏng vấn. Báo giới âm nhạc miêu tả âm nhạc của City of Evil là heavy metal, progressive metal, hard rock, thrash metal và power metal. Album chịu một phần ảnh hưởng từ các ban nhạc power metal châu Âu như Blind Guardian, Sonata Arctica và Helloween, cũng như Children of Bodom. Công đoạn thu âm album được thực hiện từ tháng 1 đến tháng 4 năm 2005.
Shadows đã tìm đến Ron Anderson - huấn luyện viên thanh nhạc từng làm việc với Axl Rose và Chris Cornell. Đặc biệt Shadows muốn có thêm tông giọng khàn, gai góc hơn và làm việc với Anderson trong nhiều tháng trước ngày City of Evil được thu âm. Sự thay đổi này góp phần làm cho từng thành viên trong ban nhạc đều góp giọng mới trong các tiết mục trực tiếp, và thông lệ này vẫn có ở mọi đĩa nhạc mà ban nhạc phát hành sau năm 2005.
"Ron dạy tôi cách mài dũa giọng hát để nó vừa gai góc vừa có âm điệu. Ông ấy đem tất cả tài liệu đặt lên bàn rồi đem kỹ thuật ấy áp dụng vào giọng của tôi. Tính đến giờ, tôi đã làm việc với ông khoảng một năm rữa, song tôi vẫn làm việc chung với ông trong chín tháng trước khi đĩa nhạc ra đời," Shadows chia sẻ, "Tôi bảo ông tôi muốn giọng của mình nghe khác những người khác nữa, nhưng tôi lại muốn những đặc tính ấy ở giọng của mình...Đây là một trong những thứ mà chúng tôi muốn làm đến nơi đến chốn." Nhằm tăng cường thể lực và sức mạnh trên bàn đạp phơ (pedal), The Rev phải ngồi tập luyện hàng giờ đồng hồ cho đến khi anh có thể đạt tốc độ đánh trống 210 nhip/phút.

## Phát hành và đón nhận

### Phát hành
"Burn It Down" là bài đầu tiên được sáng tác cho City of Evil. Ca khúc được phát hành làm đĩa đơn chủ đạo của album, song bị người hâm mộ phản hồi nghèo nàn. "Bat Country" là một trong đĩa đơn đột phá của năm, giành hạng hai trên Hot Mainstream Rock Tracks của Billboard , hạng 6 trên Modern Rock Tracks của Billboard, và hạng nhất trong Total Request Live của MTV. "Trashed and Scattered" được phát hành sau "Burn It Down", song cũng nhận phải phản hồi không tốt. "Betrayed" là bài tri ân tới Dimebag Darrell, cố nghệ sĩ guitar của Pantera.
City of Evil sở hữu bốn video âm nhạc (MV), mỗi MV cho từng đĩa đơn. Ngày 2 tháng 6 năm 2005, ban nhạc phát hành video quảng bá cho "Burn It Down" - được xử lý giống với cách của "Unholy Confessions" từ Waking the Fallen (thước phim ghi trực tiếp kèm lồng nhạc). MV do Nick Wickham làm đạo diễn. Ngày 28 tháng 7 năm 2005, MV quảng bá đầu tiên cho một bài trong album ("Bat Country") được phát hành. MV do Marc Klasfeld làm đạo diễn. Ngày 6 tháng 2 năm 2006, MV của "Beast and the Harlot" được phát hành, chỉ vài tuần sau khi MV bài bị rò rỉ trên YouTube. MV do Tony Petrossian làm đạo diễn. Ngày 30 tháng 6 năm 2006, MV của "Seize the Day" được phát hành trên MySpace và YouTube của Avenged Sevenfold. MV do Wayne Isham làm đạo diễn.

### Đón nhận
| Đánh giá chuyên môn | Đánh giá chuyên môn |
| Nguồn đánh giá      | Nguồn đánh giá      |
| Nguồn               | Đánh giá            |
| ------------------- | ------------------- |
| Allmusic            | [ 23 ]              |
| Blender             |                     |
| IGN                 | 7,9/10              |
| Metal Hammer        |                     |
| Punknews.org        | [ 24 ]              |
| Rolling Stone       | [ 25 ]              |
| Sputnikmusic        | [ 26 ]              |

Album ra mắt ở vị trí số 30 trên Billboard 200 với lượng tiêu thụ hơn 30.000 bản. Rolling Stone khen ngợi phần soạn guitar, chấm album ba trên năm sao. Johnny Loftus của AllMusic chấm album ba sao rưỡi/năm sao và bình luận "...Avenged Sevenfold có được những bài nhạc hay, và nghe như họ đang vui thú hơn cả cách tiếp cận rải rác ở mấy đĩa nhạc đầu tiên". Ấn bản Anh của tạp chí Metal Hammer chấm album điểm 8/10, Katie Parsons kết luận: "Họ đã làm [album] theo cách của mình, họ đang vui vẻ và ai có thể trách họ kia chứ?".
City of Evil xếp thứ 63 trong danh sách "100 album chơi bằng guitar xuất sắc nhất mọi thời đại" của Guitar World. Nhạc phẩm cũng xuất hiện trong "666 album bạn phải nghe trước khi chết" và "50 album bạn cần nghe trước khi chết" của Kerrang!. Album còn được liệt thứ 35 ở danh sách "50 album nhạc metal xuất sắc nhất từ trước đến nay" của Kerrang vào năm 2016. Rolling Stone liệt album ở hạng 100 trong danh sách "100 album nhạc metal hay nhất mọi thời đại".
Ngoài ra, "Bat Country" là một trong những đĩa đơn nổi bật của năm 2005, từng giành hạng hai trên Billboard Hot Mainstream Rock Tracks, hạng sáu trên Billboard Modern Rock Tracks, và hạng nhất trên Total Request Live của MTV. Bên cạnh đó, ban nhạc đã thắng giải Nghệ sĩ mới xuất sắc nhất tại giải Video âm nhạc của MTV 2006, đánh bại Rihanna, Panic! at the Disco, James Blunt, Angels & Airwaves và Chris Brown.

## Danh sách ca khúc
Toàn bộ các bài hát được ghi công cho Avenged Sevenfold.
| STT              | Nhan đề                 | Phổ nhạc         | Thời lượng |
| ---------------- | ----------------------- | ---------------- | ---------- |
| 1.               | "Beast and the Harlot"  | The Rev          | 5:42       |
| 2.               | "Burn It Down"          |                  | 5:00       |
| 3.               | "Blinded in Chains"     |                  | 6:34       |
| 4.               | "Bat Country"           |                  | 5:13       |
| 5.               | "Trashed and Scattered" |                  | 5:53       |
| 6.               | "Seize the Day"         |                  | 5:35       |
| 7.               | "Sidewinder"            |                  | 7:01       |
| 8.               | "The Wicked End"        |                  | 7:10       |
| 9.               | "Strength of the World" |                  | 9:14       |
| 10.              | "Betrayed"              |                  | 6:47       |
| 11.              | "M.I.A."                |                  | 8:48       |
| Tổng thời lượng: | Tổng thời lượng:        | Tổng thời lượng: | 72:42      |

## Trên các phương tiện khác
Hàng loạt bài hát trong City of Evil đã xuất hiện trong các trò chơi video, đáng chú ý là các sản phẩm của Electronic Arts và Activision. "Bat Country" có mặt trong Madden 06 và NHL 06 của EA Sports, cũng như SSX On Tour do hãng thu âm EA Sports BIG của EA Sports phát hành. Ca khúc còn xuất hiện trong Saints Row 2, Guitar Hero: Warriors of Rock, Rocksmith 2014, trong bộ phim điện ảnh Big Momma's House 2 và phim truyền hình Bones. Tuy nhiên, câu hát "too many doses" (quá nhiều liều thuốc phiện) bị thay bằng "too many save me" để tránh nội dung về ma túy trong các trò chơi video, giữ cho xếp hạng tuổi của ESRB ở mức cho phép. "Blinded in Chains" xuất hiện trong Need For Speed: Most Wanted và làm bài nhạc hiệu cho thành viên thứ 14 Vince "Taz" Killic của Blacklist. "Beast and the Harlot" có mặt trong soundtrack của các trò chơi Burnout Revenge, Guitar Hero II, Guitar Hero Smash Hits, Rock Band 3 và Rocksmith.

## Xếp hạng
| Xếp hạng (2005)            | Vị trí cao nhất |
| -------------------------- | --------------- |
| Album Anh Quốc (OCC)       | 63              |
| Album Hoa Kỳ Billboard 200 | 30              |

| Xếp hạng (2006)          | Vị trí cao nhất |
| ------------------------ | --------------- |
| Japanese Albums (Oricon) | 16              |

| Xếp hạng (2023)                   | Vị trí cao nhất |
| --------------------------------- | --------------- |
| Album Anh Quốc Rock & Metal (OCC) | 40              |

| Xếp hạng (2006)  | Vị trí |
| ---------------- | ------ |
| US Billboard 200 | 152    |

## Chứng nhận
| Quốc gia                                  | Chứng nhận | Số đơn vị/doanh số chứng nhận |
| ----------------------------------------- | ---------- | ----------------------------- |
| Canada (Music Canada)                     | Vàng       | 50.000^                       |
| Anh Quốc (BPI)                            | Vàng       | 100.000^                      |
| Hoa Kỳ (RIAA)                             | Bạch kim   | 1.000.000^                    |
| ^ Chứng nhận dựa theo doanh số nhập hàng. |            |                               |